# 로버트 딘위디

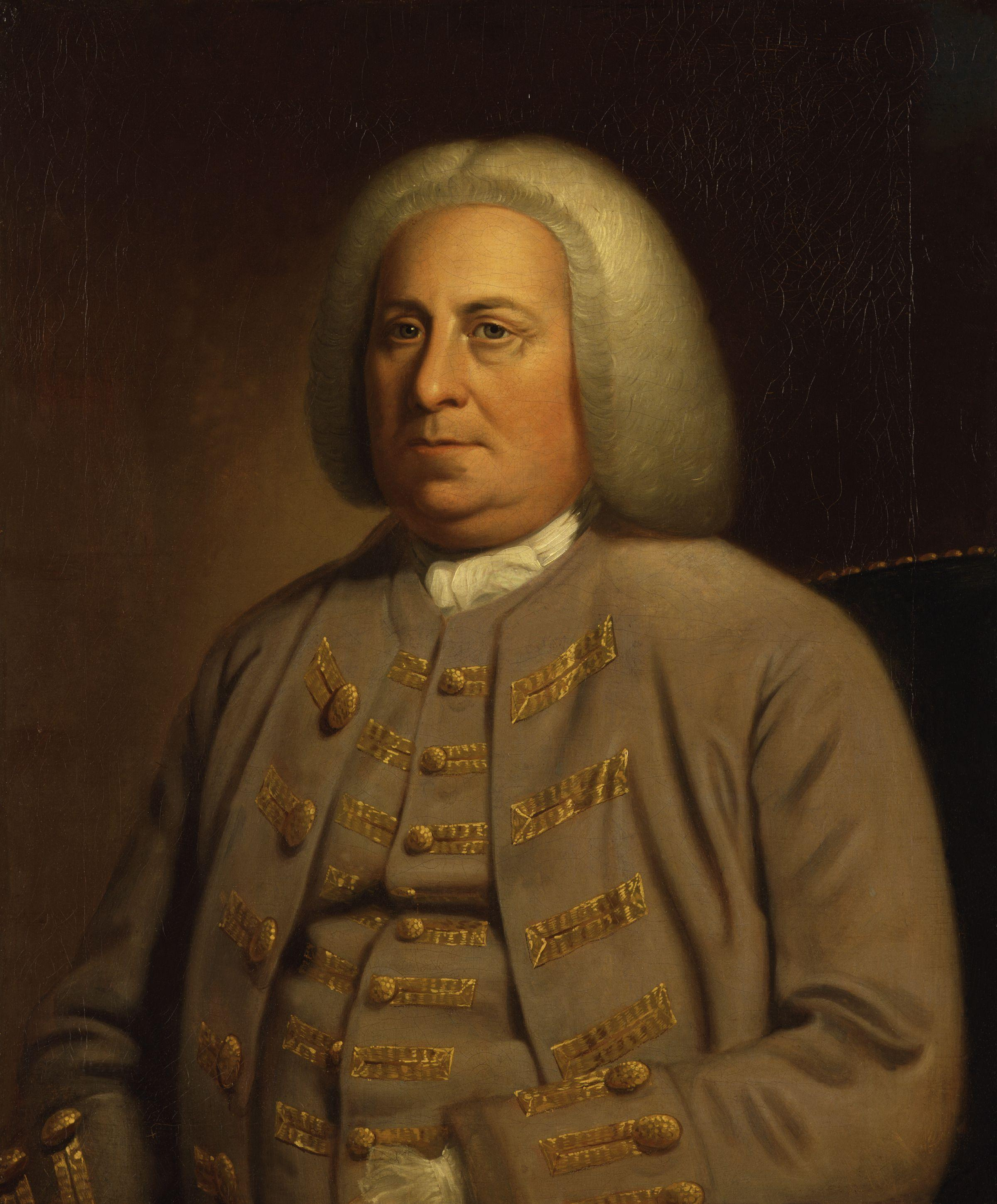
딘위디의 초상화, 1760-1765

로버트 딘위디(Robert Dinwiddie, 1693년 ~ 1770년 7월 27일)은 영국 식민지 행정 관료로 1751년부터 1758년까지 버지니아 식민지의 총독 대리를 맡았던 인물이다. 처음에는 총독 윌렘 앤 반 케펠, 앨버말 2대 백작 휘하에 있었고, 1756년부터 1758년 1월까지는 존 캠프벨, 라우던 4대 백작의 부관으로 있었다. 당시의 총독들이 대개 부재자였기 때문에, 그는 실질적으로 식민지의 수장이었다.

## 프렌치 인디언 전쟁
총독 대리로서의 딘위디의 행동은 프렌치 인디언 전쟁을 촉발시켰다고 흔히 인용된다. 그는 버지니아 식민지가 영유권을 주장하던 오하이오 영토에서 프랑스의 확장을 바라지 않았으며, 또한 그는 예비 조사와 일부 작은 개척지를 만들었고, 오하이오 회사의 주식을 가지고 있기도 했다.
1753년에 딘위디는 프랑스가 이리호 근처에 프레스크 아일 요새와 르베프 요새를 만든 것을 알게 되었다. 그는 그것을 오하이오 밸리에서의 버지니아의 이익을 위협한다고 간주했다. 그는 조지 워싱턴 휘하 8인의 원정대를 보내, 프랑스에게 퇴거를 하라고 경고를 했다. 당시 21세였던 조지 워싱턴은 1753년~1754년 한 겨울에 여행을 했다. 1753년 12월 11일 워싱턴은 르베프 요새에 도착했다. 르베프 요새의 사령관 자크 르가저 드 쎙 피에르는 서부의 거친 참전용사였으며, 워싱턴을 정중하게 맞았지만, 그의 시끄러훈 최후통첩을 경멸스럽게 거부했다.
자크 쎙 피에르는 요새에서 워싱턴에게 3일간 환대를 베풀었고, 딘위디에게 전달할 편지를 워싱턴에게 주었다. 그 편지에는 버지니아의 총독의 요구는 퀘벡의 뉴프랑스에 수도에 장군에게 전달하라고 요구를 했다.

## 유산
버지니아 포츠머스에는 로버트 딘위디의 이름을 딴 호텔이 있으며, 버지니아 리치먼드의 남부에서 30마일 떨어져 있다.